# Heisteria costaricensis
Heisteria costaricensis är en tvåhjärtbladig växtart som beskrevs av J. D. Smith.. Heisteria costaricensis ingår i släktet Heisteria och familjen Erythropalaceae. Inga underarter finns listade i Catalogue of Life.